# Empire Airways
Empire Airways (mã ICAO = JKR) là hãng hàng không của Hoa Kỳ, trụ sở ở Farmingdale, New York. Căn cứ của hãng ở Sân bay Republic, Farmingdale.

## Lịch sử
Empire Airways được thành lập và bắt đầu hoạt động từ tháng 7/2004 với các chuyến bay chở khách thuê bao, cứu thương cùng dịch vụ bảo trì máy bay. Hãng đang có kế hoạch mở các tuyến đường thường xuyên từ căn cứ của mình tới Atlantic City cho các khách sạn và sòng bạc. Hãng do Partner Aviation Enterprises làm chủ.

## Đội máy bay
(Tháng 3/2007):
- 2 BAe Jetstream 31